# 1º Reggimento d'assalto "Amedeo d'Aosta"
Il  1º Reggimento d'assalto "Amedeo d'Aosta" fu un reggimento di paracadutisti della Regia Aeronautica durante la seconda guerra mondiale.

## Storia
Il "1º Battaglione paracadutisti Regia Aeronautica" è costituito il 12 maggio 1942 a Tarquinia, su quattro compagnie, con comandante il ten. col. Edvino Dalmas. Il 10 giugno dello stesso anno viene costituito all'aeroporto di Cameri il Battaglione Riattatori "Loreto", comandante il tenente colonnello Salvatore Scovenna, con due compagnie di fucilieri e due di mitraglieri, per la difesa terrestre degli aeroporti. Sempre a Cameri fu costituito il Nucleo Aliantisti da sbarco, al comando del tenente colonnello Adolfo Contoli.
Il 1º Battaglione si sposta ad Arezzo, mentre il Loreto viene trasferito a Marsala, in attesa dell'attacco a Malta.
Annullata l'operazione, il 16 novembre 1942 con i due battaglioni viene costituito il Reggimento d'assalto della Regia Aeronautica "Amedeo d'Aosta", conosciuto anche come Reggimento Duca d'Aosta, con il Comando di Reggimento nella cittadina siciliana, in onore del generale dell'aeronautica (già ufficiale del Regio Esercito) Amedeo d'Aosta, con al comando il colonnello pilota Donatello Gabrielli, già bersagliere nella prima guerra mondiale.
Intanto il 28 luglio 1942 lo stato maggiore della Regia Aeronautica aveva deciso l'avvio di un corso di arditi paracadutisti a Tarquinia, per la creazione di un reparto di forze speciali denominato "Arditi distruttori della Regia Aeronautica" (ADRA), per condurre operazioni in territorio nemico. Operativo dal febbraio 1943, con la consistenza di un battaglione, viene assegnato al 1º Reggimento d'assalto, salvo poi divenire autonomo nell'aprile 1943, sotto le dirette dipendenze dello stato maggiore.
Alla fine del 1942 il 1º battaglione è inviato da Arezzo in Tunisia e il "Loreto" lo raggiunge all'inizio del 1943, dove difenderanno in duri scontri le posizioni dell'Asse fino al aprile 1943, quando tornano a Marsala, e due compagnie in maggio trasferite in Sardegna.
Il 1º luglio il 1º Reggimento d'assalto "Amedeo d'Aosta" viene posto in posizione quadro.
Il tenente colonnello Dalmas, che era passato al comando dell'ADRA, dopo l'8 settembre 1943 aderì alla RSI e costituì a Tradate il Raggruppamento arditi paracadutisti dell'Aeronautica Repubblicana.
Nel Regno del Sud nel febbraio 1944 veniva costituito il Battaglione Arditi "Duca d’Aosta" della Regia Aeronautica.

## Organizzazione
- 1º Battaglione paracadutisti
- Battaglione riattatori "Loreto"
- Battaglione ADRA (fino ad aprile 1943)